# Антосяк Федір Кононович
Федір Кононович Антося́к (нар. 9 травня 1873, Мокра — пом. 29 січня 1962, Кишинів) — керівник революційних подій 1905 року в Молдавії. Батько державного діяча Молдавської РСР Георгія Антосяка.

## Біографія
Народився 9 травня 1873 року в селі Мокра (нині Рибницький район, Молдова). 6 травня 1905 року очолив повстання проти місцевого поміщика Миколи Войтенка, який напередодні, під час польового об'їзду поранив пострілом двох селян. Поміщик був вбитий, а його маєток спалений, за що Федора Антосяка, після придушення повстання, було засуджено до пожиттєвої каторги з відбуванням покарання у Сибіру.
Після Жовтневого перевороту брав участь у Громадянській війні, воював із загонами Олександра Колчака. У 1923 році повернувся до рідного села. 1925 року був обраний до Всеукраїнського центрального виконавчого комітету і Центрального виконавчого комітету Молдавської Автономної Радянської Соціалістичної Республіки.
Під час німецько-радянської війни перебував у евакуації в Казахській РСР. Після війни повернувся додому, де брав участь у відбудові рідного колгоспу. Нагороджений орденими Трудового Червоного Прапора і «Знак Пошани». Помер у Кишиневі 29 січня 1962 року.

## Вшанування
- У 1967 році колгосники села Мокра на честь нього назвали місцевий колгосп, а у 1977 році у селі йому встановили пам'ятник[1].
- У 1973 році у місті Рибниці рішенням місцевої влади на честь Федора Антосяка названо вулицю (колишню Фізкультурну)[1].